# 東京ブライダル専門学校
東京ブライダル専門学校（とうきょうブライダルせんもんがっこう）は、東京都中野区にある私立専門学校である。

## 概要
2013年4月に、ホスピタリティツーリズム専門学校のブライダル学科から独立して開校した。所在地は東京都中野区東中野3-7-11（〒164-8550）

## 交通・アクセス方法
- 東日本旅客鉄道 中央・総武緩行線 東中野駅西口から徒歩7分

## 関連校
- エアライン・鉄道・ホテル・テーマパーク専門学校東京

### 海外提携校
- 国立台湾師範大学